# Citroën BX
Citroën BX byl slavnostně představen pod Eiffelovou věží 23. září 1982. Uskutečnila se tak snaha vytvořit efektivní auto s pohodlným řízením a charakterem automobilky Citroën.
Citroën popisoval tvar svého BX, dílo karosárny Bertone, jako „půl cesty mezi uměním pro umění samotné a ultra banálním stylem“ který „ukazuje originalitu bez výstřednosti“. Interiér byl světlý, jednoduchý, vzdušný a prostorný a palubní deska v pravém citroënovském stylu sdružovala všechny malé kontrolky a ovládače do primárních skupin, soustředěných okolo volantu. U pozdějšího modelu (od roku 1986) byl interiér v přední části trochu pozměněn a zpřehledněn a přístrojová deska dostala „běžný“ ráz.

## Historie
Předcházející modely byly častokrát kritizované pro malou odolnost vůči korozi a slabou spolehlivost dílů. Použití plastů u karosářských dílů vedlo k neobvykle lehké karosérii – 241 kg v porovnání s 276 kg modelu GS a 323 kg modelu CX. Od roku 1985 je karoserie pozinkovaná.
Karoserie BX je jedinečným dílem, aerodynamická, pozinkovaná, prostorná, dává autu velmi osobitý výraz. I ta prošla po roce 1986 malými změnami (blinkry, nárazníky).

### 1. série
Původní přístrojová deska, otočné budíky, zrcátka, přední oranžové směrovky u světlometů, hranatější nárazníky atd. Jsou ale známé i verze se vstřikováním (např. provedení TRI) s palubními přístroji převzatými z většího CX, což jsou klasické kruhové přístroje.
Motorové typy začínají 1,4, 1,6, 1,9 a končí u nejsilnější verze 1,9 GT; všechny s karburátorem. Velmi oblíbená byla též varianta 1,9i 4×4 s pohonem všech 4 kol a díky hydraulickému odpružení měla širokou průchodnost obtížným terénem. Byla vybavena mezinápravovou uzávěrou diferenciálu spínanou u konzole ruční brzdy elektronicky. Rozvodovka byla použita i u modelu Peugeot 405 4×4, kardan s uložením i zadní diferenciál TORSEN. Stálý záběr je na 53 procent přední náprava, 47 zadní náprava. Po sepnutí uzávěry 50:50. V tomto režimu byla jízda pouze do cca 20–40 km/h na kluzkém povrchu – na suchu se axiální síla kardanu zvětšila a hrozilo roztržení obalu ložiska v uchycení na kardanu a poškození hnacích hřídelí. Po využití větší světlé výšky se schopnost BX dala srovnat s Pajerem. Atypické je uložení koulí k hydraulice na zadní nápravě kolmo k vozidlu. Verze 4×4 disponuje navíc širšími nápravami proti klasickému BX. Nešvarem verze 4×4 je, že chybí praktická kontrolní tyč na měření oleje v zadním diferenciálu. Přední rozvodová skříň měrku oleje Total Transmission obsahuje.
Častá bolest verze 4×4 je nedostatek oleje zadního diferenciálu z netěsnosti a jeho zadření. Přední výstupní hřídel z rozvodovky kardanu trpí agresívním uživatelem a jeho těžké noze. Zbrklé řazení vyvolá očesání drážek hřídele, ty nezapadnou do protidrážek a nepřenáší se síla soukolí na kardan. Tento problém je řešitelný repasí nového povrchu a osoustružením hřídele.
Zastoupení naleznou i milovníci dieselových motorů v 1,9D a 1,7D a po světě jezdí 1,7 TD 66 kW i několik kusů 1,9TD, které se však neprosadily. Vývojově se uvažovalo o prototypu 2,1. V nabídce byla jak 5stupňová manuální převodovka, tak i 4rychlostní automat. Každé BX mělo v sérii 4 kotoučové brzdy a posilovač (vyjma 1,4, 1,6 RS a 1,7 D). Výbava BX byla velmi bohatá, různé varianty modelů nabízely elektrická zrcátka, okna, kožené sedačky a klimatizaci.

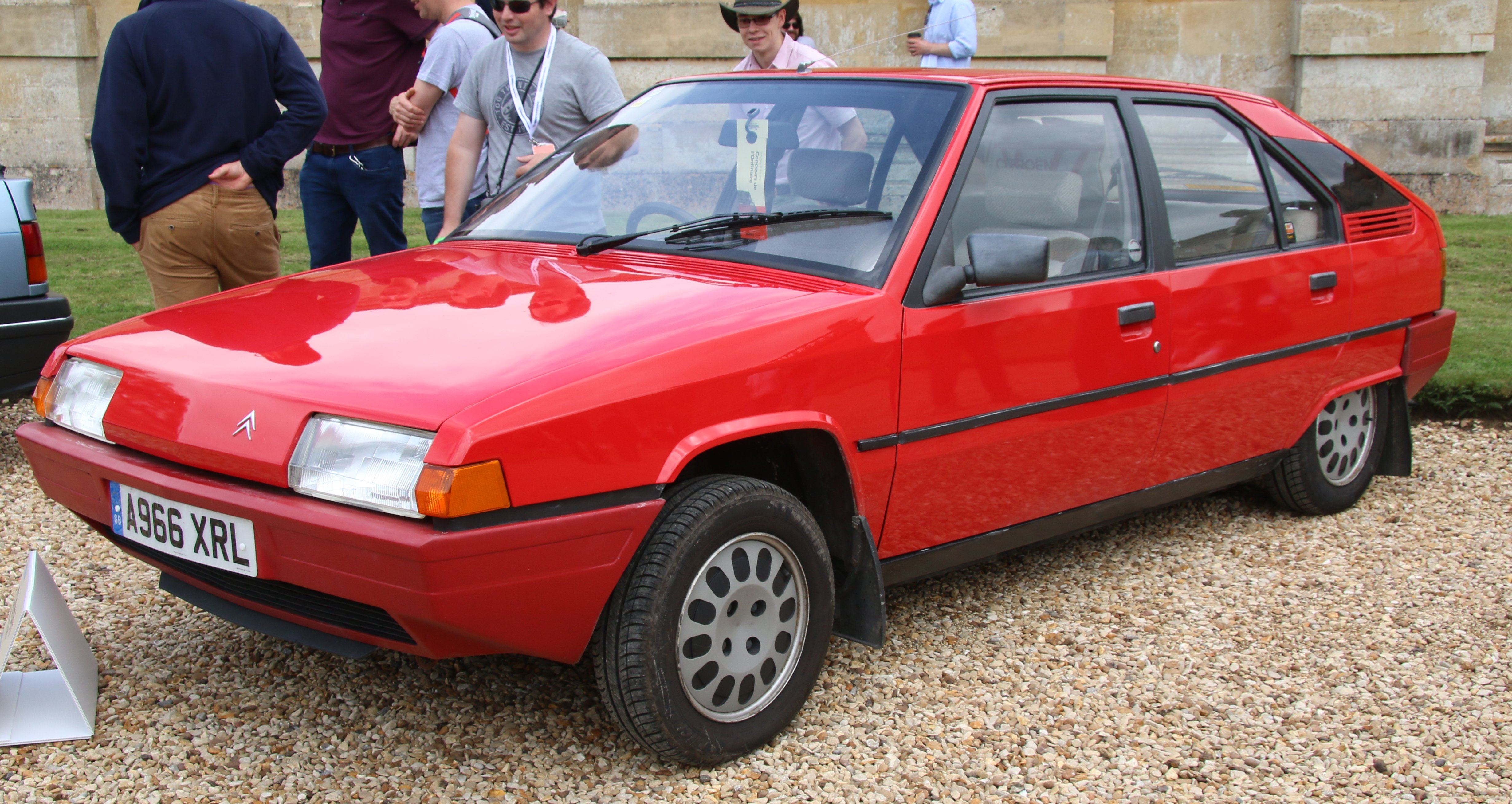
Citroën BX 16 TRS (1984)
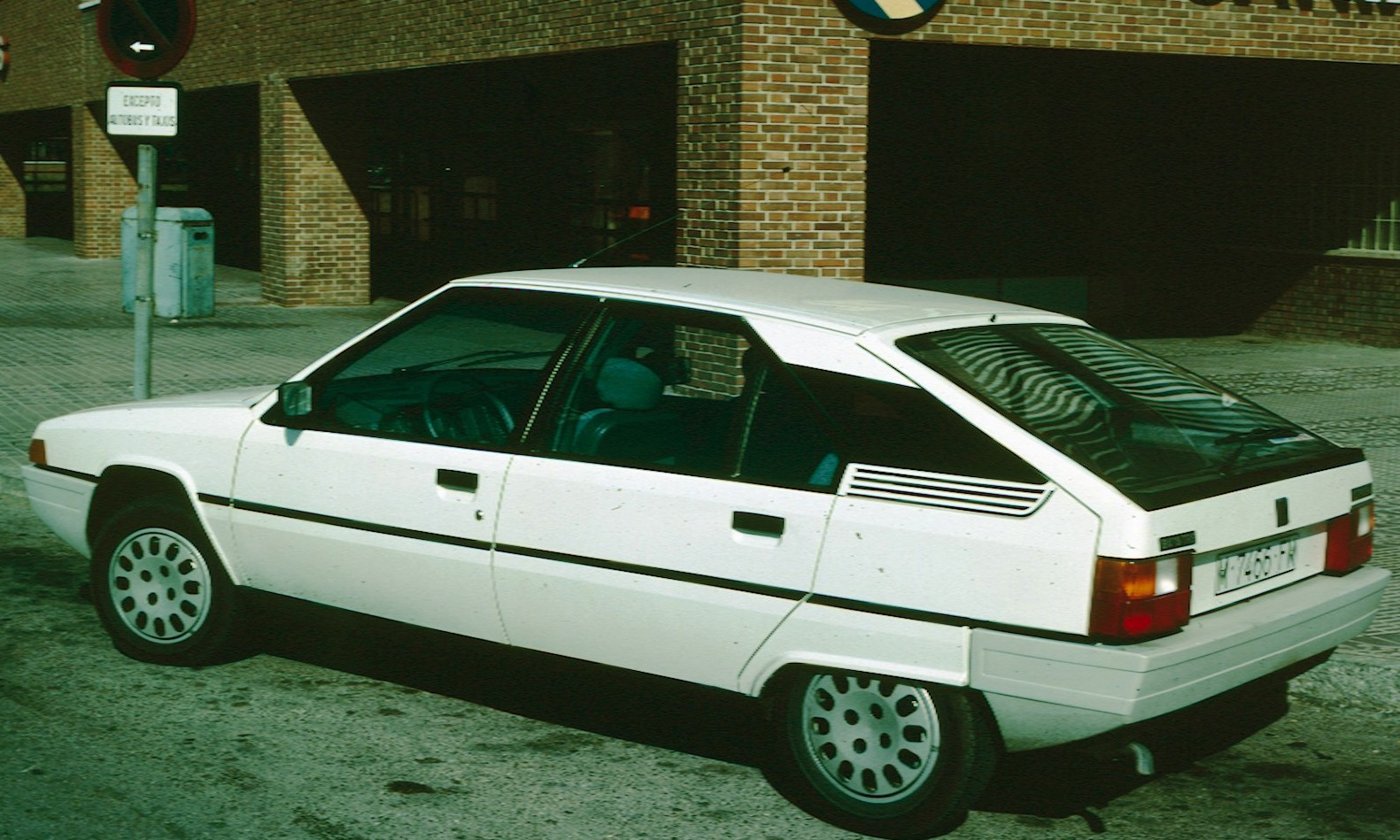
Zadní pohled
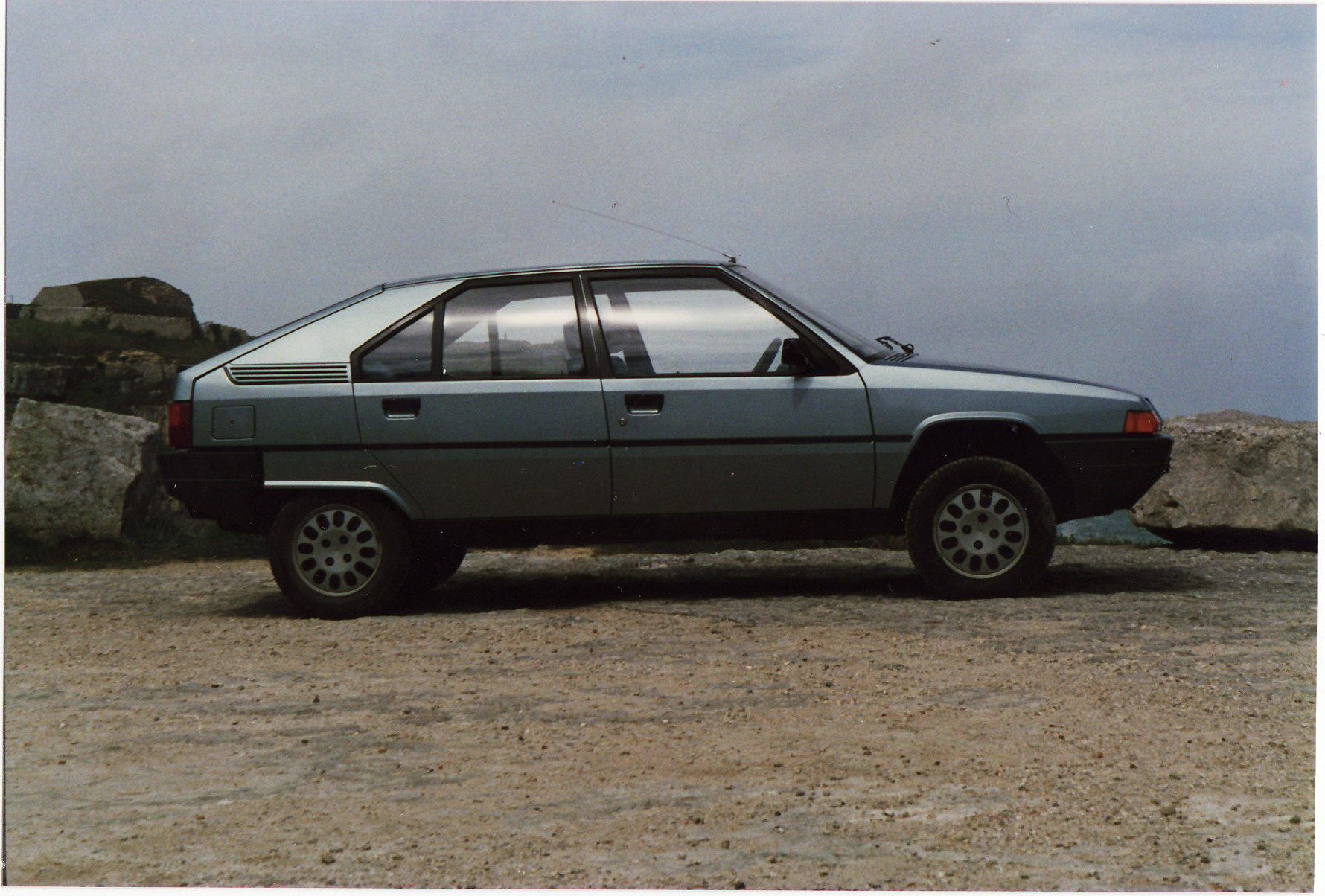
Hydropneumatické odpružení v nejvyšší poloze
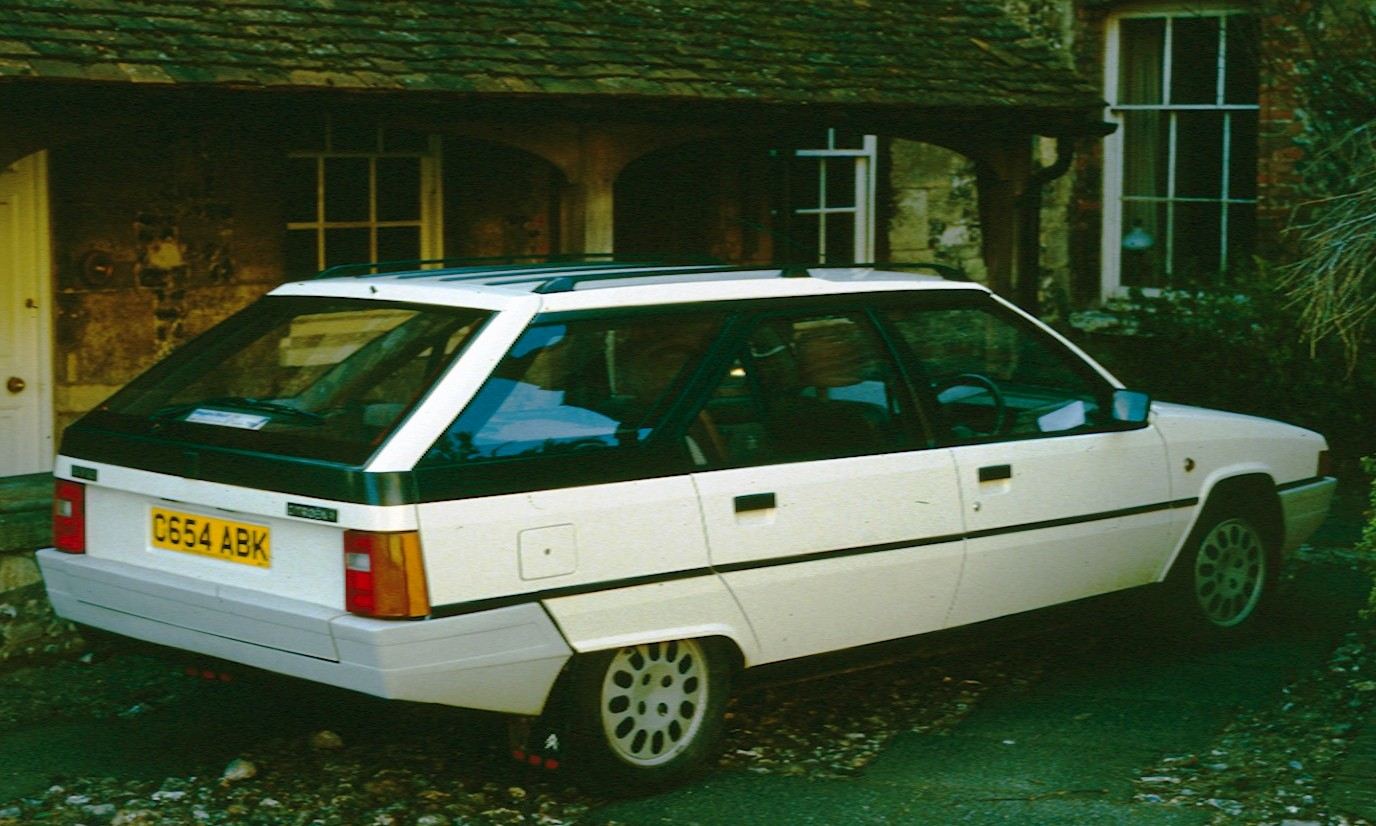
Citroën BX Break (1985–1986)
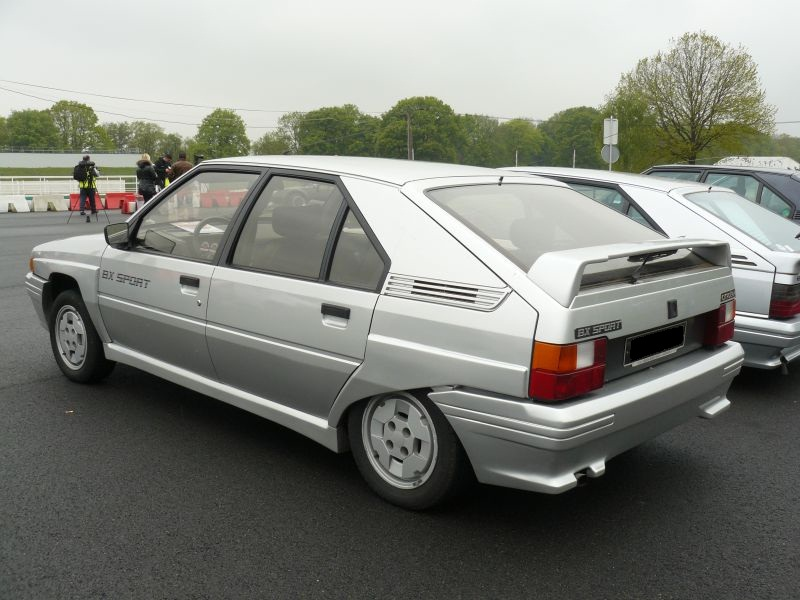
Citroën BX Sport (1985–1986)

#### Odpružení
Hydraulické odpružení je kapitola sama pro sebe. V dnešní době je velmi kritizováno díky neznalosti v dřívějších dobách a špatnému servisu. Přitom skýtá jedno z nejpohodlnějších svezení a možnost změny světlé výšky je nepřekonatelná. S ní je možné zdolat i obtížnější terén anebo lehce vyměnit kolo. Navíc díky hydraulickému odpružení lze při ztrátě kola bez problémů zastavit, aniž by došlo k nehodě. S lehkým servisem hydraulika velmi dobře slouží a při každé jízdě se ocení její vlastnosti.

### 2. série
Přelom let 1986/1987: Pozměněné přední blatníky, větší směrovky, kulatější nárazníky (přední i zadní), nový vzhled přístrojové a palubové desky.

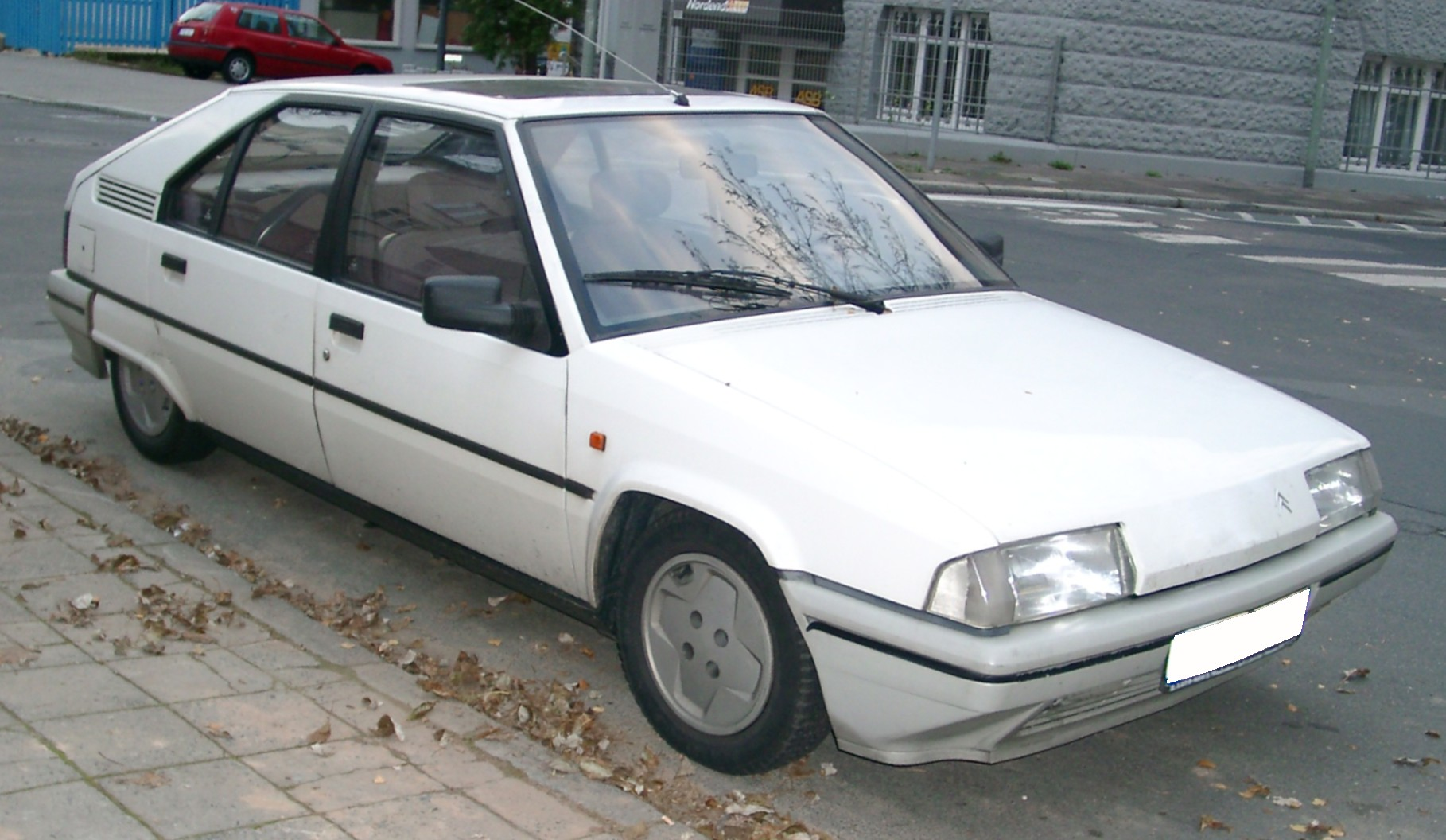
Citroën BX (1986–1993)
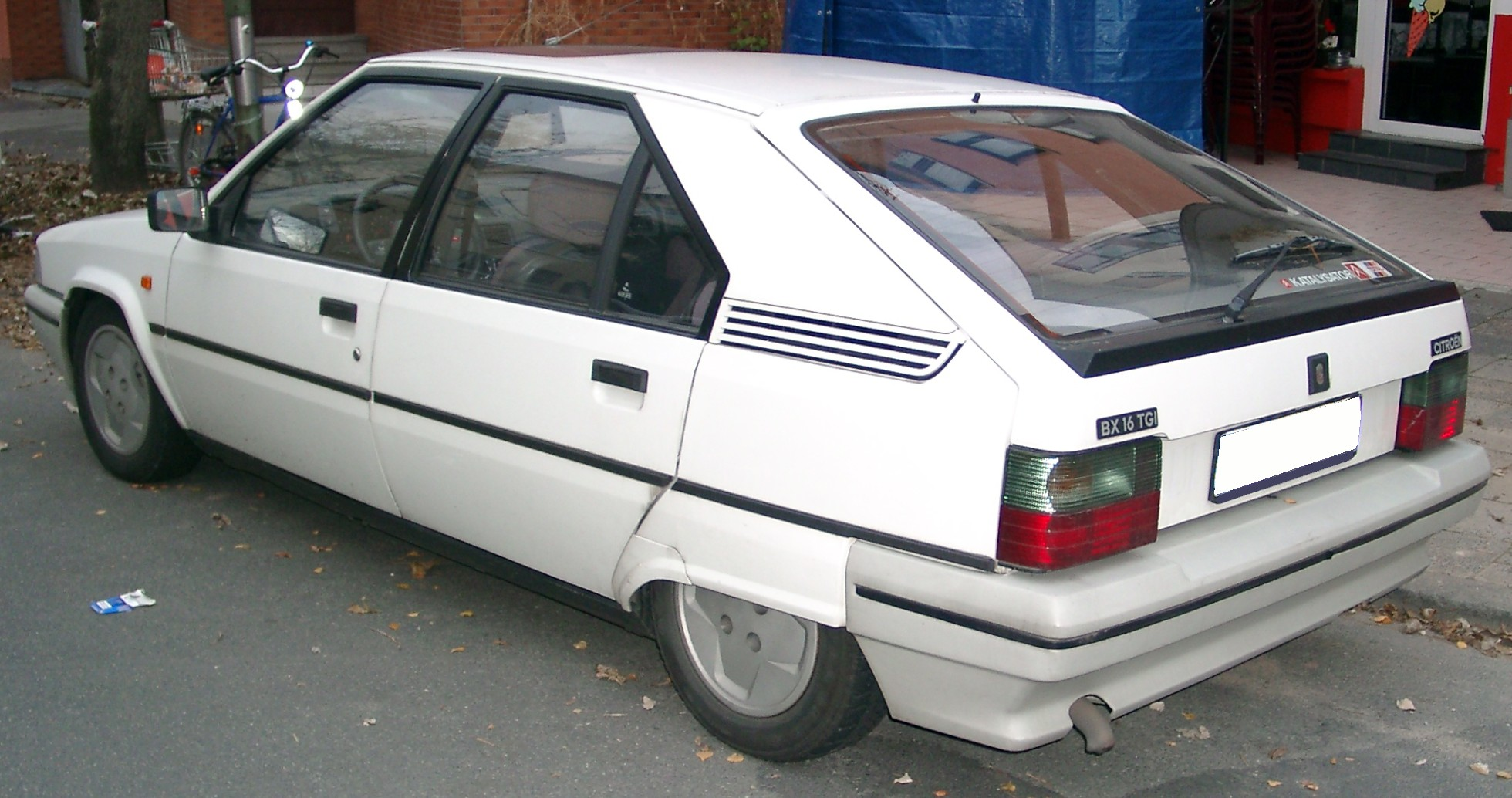
Zadní pohled
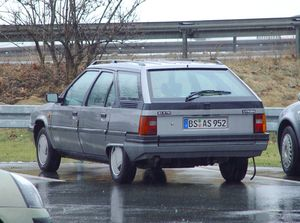
Citroën BX Break (1986–1994)
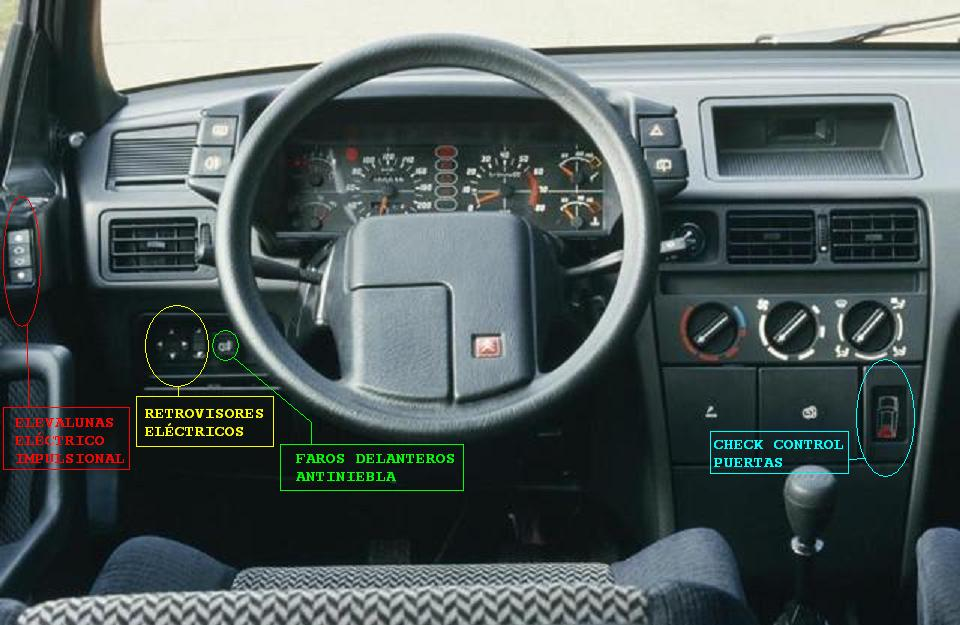
Interiér (model 1986)
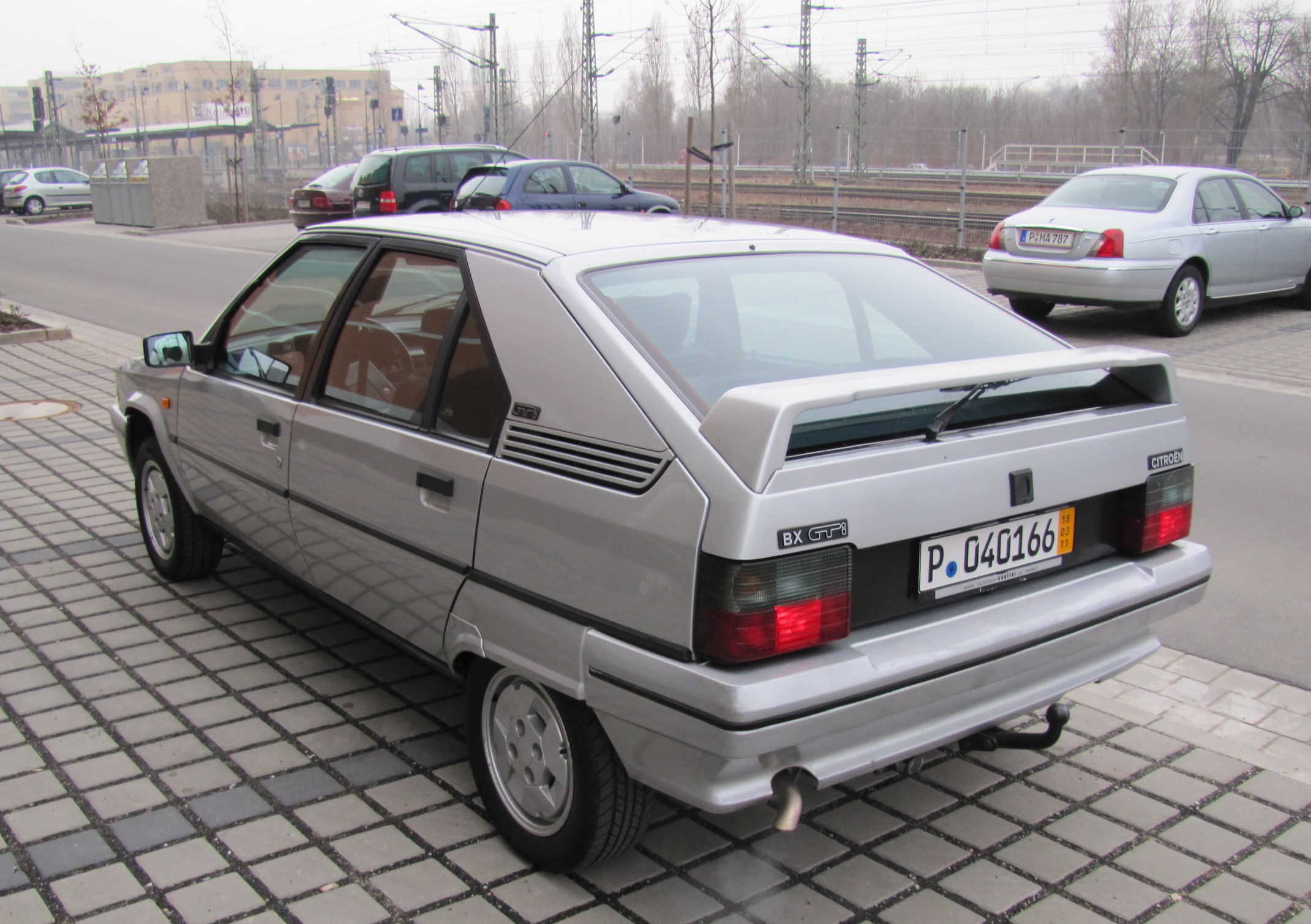
Citroën BX 19 GTi (1986–1993)
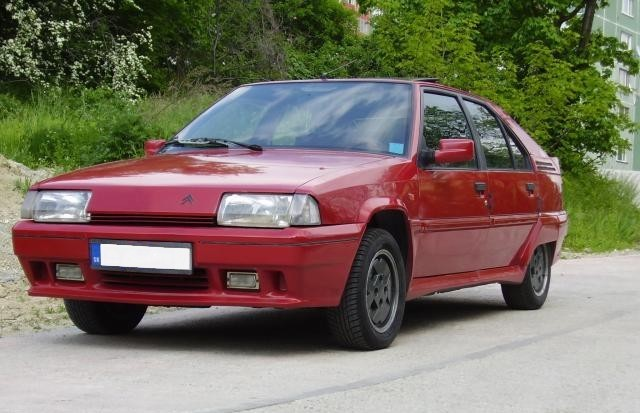
Citroën BX 19 GTi 16V (1987–1993)

## Modely BX

### Benzínové modely

#### řada 1,4 (zdvihový objem 1360cm³)
- Citroën BX 1,4 TRE
- Citroën BX 1,4 E
- Citroën BX 1,4 RE
- Citroën BX 1,4 RS
- Citroën BX 1,4 TGE

#### řada 1,6 (zdvihový objem 1580cm³)
- Citroën BX 1,6 TZi
- Citroën BX 1,6 RE
- Citroen BX 1,6 TGI

#### řada 1,9 (zdvihový objem 1905cm³)
- Citroën BX 1,9 GT
- Citroën BX 1,9 Leader
- Citroën BX 1,9 GTi
- Citroën BX 1,9 TRS
- Citroën BX 1,9 TRi
- Citroën BX 1,9 TZi
- Citroën BX 1,9 GTi 16v (Francouzská verze označena 16 Soupapes)
- Citroën BX 4WD, 1905 cm³ 80 kW a verze GTi
- Citroën BX Sport
- Citroën BX4 TC

### Dieselové motory

#### řada přeplňovaných 1,7; 1,8 (zdvihový objem 1769cm³)
- Citroën BX 17 D
- Citroën BX 18 RD
- Citroën BX 18 TZD
- Citroën BX 18 TRD
- Citroën BX 17 TZD turbo,
- Citroën BX TRD Turbo

#### řada atmosférických 1,9 (zdvihový objem 1905cm³)
- Citroën BX 1,9 TRD
- Citroën BX 1,9 TGD
- Citroën BX 1,9 TZD
- Citroën BX 1,9 RD Break
- Citroën BX 1,9 D 4x4
- Citroën BX 1,9 D
- Citroën BX 1,9 D Break

#### řada přeplňovaných 1,9 (zdvihový objem 1905cm³) minimální množství vyrobených kusů
- Citroën BX 1,9 TZD turbo

## BX GTi 16v (16Soupapes)
V roce 1987 se stal BX GTi 16v vlajkovou lodí modelu BX. První verze 16v měly výkon 108 kW (147 k) nebo 116 kW (158 k, dostupná jen pro některé trhy), disponovaly sériově ABS, elektrickými okénky vpředu, anatomickými sedačkami Recaro a výrazným bodykitem, oproti obyčejnému BX. Volitelnou výbavou se mohla stát např. klimatizace, střešní okno nebo kožené potahy.
Po roce byla stažena verze o 116 kW kvůli své poruchovosti (nedisponovala čidlem klepání, ani katalyzátorem). Dále zůstala v nabídce jen verze s výkonem 108 kW, točivým momentem 177 Nm při 6500 ot/min s již zmíněným čidlem klepání, jinou řídicí jednotkou a katalyzátorem. BX 1,9 GTi 16v se stal pro svého majitele příjemným, sportovněji laděným praktickým pětidveřovým hatchbackem, který nejen dokázal poskytnout komfort díky hydropneumatickému odpružení, také poskytoval i výkon nejen díky krátce odstupňované převodovce a podvozku sportovněji naladěnému, zejména se však motor ochotně nechal vytočit až na 7000 ot/min, kdy největší tah předváděl od 3000 ot/min.
V modelovém roce 1989–90 prodělala verze 16v větší optický facelift v podobě nového zadního křídla a výdechů kabiny (stejné později použili i na verzi Pallas) a výraznou modifikaci obou nárazníků, které se nově vyráběly z laminátu oproti dřívějším plastovým. Verze 16 Soupapes se lišila absencí bočních ukazatelů směru a byla určena jen pro domácí francouzský trh.

## Citroën BX4 TC
BX 4TC Evo byl závodním speciálem Citroën v skupině B šampionátu v rallye. 4TC Evolution bylo klasifikováno spolu s 4TC (série 200 aut). Auto bylo oficiálně představeno Citroënem v listopadu 1985 pro Mistrovství světa v rallye 1986. Ani jeden z vozů ale nedojel při Rallye Monte Carlo 1986 závodě do cíle. Při druhém závodě dokončil jeden vůz na šesté pozici a při dalším závodě opět nedojela ani jedna posádka. Automobily se pak objevovaly jen na regionálních soutěžích ve Francii a po zrušení skupiny B přestaly být nasazovány.
4TC bylo vývojově vzdálené od sériové BX a 4TC Evolution byl ještě méně podobný silniční 4TC verzi. Poslední Evo verze mela víc chladičů vzadu a rozdílné turbodmychadlo (KKK). První Evo verze mela 6 kulatých světel a tato verze byla pouze testována, než byla vytvořena finální verze. Oba typy (Evo a silniční verze) měly hydropneumatické odpružení. Řazení bylo vypůjčené z typu SM a brzdy z typu CX.
Přední část typu 4TC byla o kousek delší než klasické BX protože čtyřválcový dvoulitr byl otočen o 90 stupňů od normálního BX motoru. 4TC bylo rychlé a luxusní auto. Interiér (pro 5 pasažérů) byl podobný právě uvedenému BX sportu, včetně volantu. Na přístrojové desce bylo přidáno několik kontrolek (například indikátor teploty motoru).

## Oblíbenost
Citroën BX je po 2CV druhým nejvyráběnějším Citroënem na světě, o čemž svědčí vyrobených 2,5 milionů kusů. Návrh Citroënu BX pochází od Bertoneho, částečně to bylo dílo Marcella Gandiniho, který navrhoval i Lamborghini Coutach. A pro Čechy není nezajímavá skutečnost, že v době kdy Bertone měl na stole návrh na Citroën BX, pracoval i na návrhu pro škodovku – na modelu Škoda Favorit. Oba návrhy na zmíněné vozy odevzdával automobilkám přibližně ve stejnou dobu, v průběhu roku 1982. Citroën BX byl pak představen už v září 1982, ale Favorit, značně komplikovaný schvalovacími procesy a nevýkonnou ekonomikou, byl ve finální verzi představen až v Brně na veletrhu v roce 1987, kdy z původní Bertoneho vize zůstal pouze základní tvar, zatímco četná technická řešení byla z úsporných důvodů změněna.